# Alessandro Puccini
Pour les articles homonymes, voir Puccini (homonymie).
Alessandro Puccini (né le 28 août 1968 à Cascina) est un escrimeur italien pratiquant le fleuret.

## Biographie
Alessandro Puccini est un escrimeur italien,en 1987, il remporte en junior le challenge Licciardi.
Il a remporté le titre olympique au fleuret individuel lors des Jeux olympiques d'été de 1996 à Atlanta.

## Palmarès
- Jeux olympiques
  -  Médaille d'or au fleuret individuel aux Jeux olympiques de 1996 à Atlanta
- Championnats du monde d'escrime
  -  Médaille d'or au fleuret par équipe aux Championnats du monde d'escrime 1990
  -  Médaille d'or au fleuret par équipe aux Championnats du monde d'escrime 1994
  -  Médaille d'argent au fleuret par équipe aux Championnats du monde d'escrime 1993
  -  Médaille d'argent au fleuret aux Championnats du monde d'escrime 1994
  -  Médaille d'bronze au fleuret par équipe aux Championnats du monde d'escrime 1997
- Championnats d'Europe d'escrime
  -  Médaille d'or au fleuret par équipe aux Championnats d'Europe d'escrime 1999